# 요 노 크레오 엔 로스 옴브레스 (1991년 텔레노벨라)
《요 노 크레오 엔 로스 옴브레스》(스페인어: Yo no creo en los hombres)은 1991년 방영된 멕시코의 텔레노벨라이다.